# Karma
A karma (dévanágari:कर्म, páli: kamma) ok-okozat, pontosabban az ok és okozat viszonya, kölcsönhatása; a cselekedetek következményeinek törvénye, amely a szanszára körfogását mozgatja a keleti vallások szerint: a jó szándék és a jó cselekedetek hozzájárulnak a jó karmához és a boldogabb újjászületéshez, míg a rossz szándék és a rossz cselekedetek a rossz karmához és a hátrányosabb újjászületéshez járulnak hozzá. Mint fogalom, szerepel az ősi hindu, dzsaina, buddhista, valamint a szikh  és taoista  tanításokban és szerepel a modern világszemléletek ismeretanyagában is.

## Meghatározása
A karma törvénye szerint minden cselekedetünk egy annak megfelelő következménnyel jár, illetve minden, ami történik a világban, az maga egy következmény, vagyis valamilyen oknak az okozata. A karma tágabb értelemben cselekedet, tett, mű. Minden tényezőre vonatkozik, ami a világban történik, és következménnyel jár. Vonatkozik az akciókra, reakciókra, általában a világ törvényei által irányított aktív természeti folyamatokra, eseményekre, az élettelen létezők hatásaira, az emberi és állati cselekvésre, de az embernél fejlettebb, magasabb szinten álló lények, istenek, szellemek megnyilatkozásaira is. Minden aktivitás, azaz ok okozatot szül, és minden ok előzőleg létrejött okozatból eredeztethető. Így jön létre az ok-okozati összefüggések végtelen hálózata.
A karma nem jutalom vagy büntetés, hanem a következményeket kiváltó szigorú törvény. Nem azonos a sorssal, az eleve elrendeléssel és az újraszületés tanával. Ezek mindegyike önmagában más jelentéssel bír, bár az újraszületés (reinkarnáció) tanának fontos része a karma.

## A hinduizmusban
A karmát nem Isten (Brahman, Ísvara) hozza létre, hanem mindenki maga teremti; minden egyes ember saját tetteinek, gondolatainak és vágyainak az eredménye.
A védánta és a jóga filozófiája alapján három részre osztható  : 
- (prárabdha) a jelen életben megtapasztalandó karma
- (szánycsita) latens karma, amelynek még be kell érnie
- (ágámin vagy szancsíjamána) a jelen életben elvetett karma, melynek termését valamely későbbi élet fogja learatni

Az indiaiak azt mondják, hogy ha tudni akarod valaki múltbeli karmáját vagy tetteit, nézd meg a jelenlegi életét. Ha meg akarod ismerni valakinek a jövőjét, nézd meg a jelenlegi tetteit. Viszont semmit nem tudunk tenni azokkal a karmákkal, amelyeket a múltban hoztunk létre. Azok olyan nyilak, amelyeket már kilőttünk, néhányuk már földet ért, mások még nem.
Bármit teszünk, mondunk vagy gondolunk, az karma. A szó azt is jelenti, hogy amit elvetünk, azt elkerülhetetlenül le is kell aratnunk. Minden cselekedet valamilyen visszahatást vált ki. Minden oknak van valamilyen következménye. Minden gondolat, szó, tett, sajátos következményekkel jár.
A hinduizmusban Isten nem bünteti a gonoszokat és nem jutalmazza a jókat. A saját karmájuk az, ami jutalmat vagy büntetést hoz rájuk. A hatás és ellenhatás törvénye érleli e gyümölcsöket, senki más nem hibáztatható miattuk. Az ok-okozat törvénye magában foglalja a hatás-ellenhatás törvényét, a kiegyenlítődés törvényét és a megtorlás törvényét. Mindezek a törvények egy általános, mindent felölelő címszó alá tartoznak, ez a karma tana.
Ha elnyomunk valakit, nekünk is elnyomástól kell szenvednünk egy másik életünkben, s le kell aratnunk azt a gyümölcsöt, melynek magvait a mostani életben vetjük el. Ha megsebesítjük valaki szemét, a mi szemünk is meg fog sérülni egy másik életünkben. Ha eltörjük valakinek a lábát, a mi lábunkat is el fogják egyszer törni. Ha rendszeresen enni adunk a hajléktalanoknak vagy a szegényeknek, egy következő életben rengeteg ennivalónk lesz. A hatások és ellenhatások mindig kiegyenlítik egymást, ugyanakkor egymás ellentétei. Nincs olyan hatalom a Földön, amely meggátolhatná, hogy a cselekedetek gyümölcsei beérjenek. Ez a karma törvénye.
A törvény mindenhol kifejti működését, szüntelen pontossággal és alapossággal. A hatás és ellenhatás törvénye mind fizikai, mind szellemi síkon érvényesül.
Minden gonosztett vagy bűn elnyeri a büntetését, összhangban a megtorlás törvényével. Aki meglop egy embert, önmagát lopja meg. Aki mást megkárosít, önmagát károsítja meg. Aki becsap valaki mást, az elsősorban önmagát csapja be.
A jelenlegi élet semmiség összevetve a lélek teljes élettartamával. Pillanatnyi csupán, puszta töredék. Egyedül az örökkévaló lélek életének tágabb perspektívájából tudjuk helyesen szemlélni a dolgokat. Az élet nem ér véget a fizikai halállal. Újra meg kell születnünk, hogy minden karmánk gyümölcsét learassuk.
Minden cselekedet mögött ott található a vágy és a gondolat. Az elmében megjelenik a vágy egy bizonyos tárgy után. Majd azon gondolkodunk, hogyan szerezhetnénk meg. Azután igyekszünk birtokolni. A vágy, a gondolat és a cselekvés mindig együtt jár.
A gondolat karma. A gondolkodás az igazi karma. A gondolat formálja a jellemet. A gondolat testet ölt, s cselekedetté lesz. Ha engedjük, hogy elménk jó és emelkedett gondolatokon időzzön, nemes jellemeket fejlesztünk ki magunkban. Ha viszont rossz gondolatokat táplálunk, jellemünk alantas lesz. Ez a természet megváltozhatatlan törvénye. A sorsunkat mi teremtjük a gondolataink, majd a cselekedeteink által.
A hindu bölcselet alapján a világegyetem ősanyagának (prakriti) rezgése (v.ö. a tao mintázatai) az az erő, amely éltet és mozgat. A ősok (Brahman), a semmiből megjelenő teremtési lánc kezdete, szintén a karma által válik értelmezhetővé, hiszen a teremtés eredendő impulzusa (az isteni akarat megnyilvánulása), már a karma törvényét is létrehozza.
Az első impulzus az eredendő, és első ok a szanszkára. A Brahmanból áradó léterő a szanszkára rezdülésével elindította a létezési folyamatot, létrehozva az isteni megnyilatkozást (Ísvara – azaz a megszemélyesített Isten), és a mindent magába foglaló ősanyagot (prakriti).
A karma keletkezése időhöz, térhez kötött, azaz meghatározható, elmesélhető, ellentétben a Dharma fogalmával, amelynek eredetéről nem tudni semmit, hiszen öröktől fogva létezik.
A karma sors is, amennyiben tudatában vagyunk annak, hogy minden tett következményeket von maga után, hiszen a tett ok, amely okozatot teremt, és akció, amely reakciót szül.
A dharma törvénye a karma-folyamatok szövevényes láncolatát erkölcsi tartalommal ruházza fel, amennyiben az élőlényeknek sorsot tulajdonít, amelynek alakulása a világtörvény (dharma) betartásától, és cselekedeteink (karma) szükségszerű következményeitől függ.
A karma törvénye nem jelent eleve elrendeltetést, sem véletlenek sorozatát, hiszen az embernek saját szabadságából eredően mindig lehetősége van befolyásolnia a sorsát. Saját dharmájának megfelelő életével (lásd: a dharma ágazatai) összevetve felelősséggel is tartozik azért. Mivel a lélek (dzsíva) a hindu hitvilág elképzelése szerint más és más létformában születik újjá, miközben lényege megmarad, „sorsa”, világban való léte eredője előző cselekedeteinek, és mindenkor meglévő szabad akaratának.
A dharmánknak ellenszegülve bűnt követünk el (a-dharma), a karma azonban akaratunktól függetlenül létezik, egyúttal fenntartja, sőt sok esetben meg is követeli szabad akaratunk megnyilvánulását sorsunk alakítása érdekében. Bűneink jóvátételét, belátásunkat, erkölcsi alapállásunkat nem tudnánk kiteljesíteni a szabad akarat lehetősége nélkül.
A cselekedetek függetlenek attól, hogy tudatosan vagy akaratlanul hajtották végre őket, hiszen az akaratlanul végrehajtott cselekedet is következménnyel jár. A Mahábhárata, vagy a Rámájana eposzokban visszatérő elem a véletlen bűn, amely akkor is elnyeri büntetését, ha az a cselekvő szándékától független. Ha nem így lenne, feltételezni kellene olyan felsőbbrendű hatalmat, amely felülbírálná az eredendő törvényt, megváltoztathatná annak következményeit, ítéletet alkotna, mérlegelne. Ilyen hatalom azonban a hindu hitvilágban nem létezik, az istenségek és azok megtestesülései ugyanúgy alá vannak vetve a dharma és a karma törvényének, mint bármely létező.

## A buddhizmusban
A karma (szanszkrit megnevezés, páli nyelven kamma) buddhista felfogása a hindu értelmezéstől némileg eltér. Buddha tanításában a karma annyiban keletkezik és fejti ki hatását, amennyiben tetten érhető a szándék, amellyel elkövették. A buddhista felfogás tehát nem a sors kiszámíthatatlan, bár a szabad akarattal módosítható, szeszélyét vizsgálja a karmában, hanem a szándékot, a szándék etikai tartalmát. Buddhánál az akarat határozza meg a karma minőségét, így a szándék (csétaná), a késztetés (szankhára) döntő jelentőségű. A buddhista felfogásban a karma négyféle lehet:
- Működése szerint:
  - Teremtő
  - Támogató
  - Elnyomó
  - Károsító
- A hatás rendje szerint:
  - A fontos, jelentős cselekedet hatásában megelőzi a jelentéktelent
  - A halálközeli tett az újjászületést eredményezi, és a halál órájában hat
  - A megszokott tettek előbb hatnak, mint a ritkán végrehajtottak
  - A felhalmozott karma újjászületéshez vezet.
- Időbeli hatás szerinti:
  - Jelenlegi életünkben ható
  - A következő életben ható
  - Valamelyik elkövetkező életben ható
  - Kihunyt, hatástalan.
- Újjászületés helyét befolyásolva:
  - Káros, rossz újjászületéshez vezető tett
  - Érzéki területre vezető üdvös tett
  - Formai területre vezető üdvös tett
  - Forma nélküli területre vezető üdvös tett

### Buddha tanítása akarmáról
A karma fogalma Indiából ered, az indiai vallásokból és a buddhizmusból. Azt fejezi ki, hogy csak tőlünk függ, mi történik velünk: előző gondolataink és cselekedeteink váltak jelenlegi állapotunkká – s most, e pillanatban is jövőnk magjait ültetjük el. Ilyen értelemben nem a tőlünk független sors, nem egy felettünk uralkodó istenség, és nem a véletlenek döntenek életünk eseményei felől, hanem minden esetben az ok-okozati összefüggések.
- Könnyű belátni: aki a sorsban, az eleve elrendelésben hisz, annak teljességgel értelmetlenné válik élete minden szándéka és erőfeszítése. Mi értelme lenne egy vizsgára tanulni, egy fontos eseményre készülni, ha úgyis az fog történni, amit valahol valamilyen hatalom már elrendelt. Minden valamire irányuló cselekedetünk értelmét veszti és a céltalanságba vész.
- Ha valaki úgy gondolja, lesz ahogy lesz, a szerencse kiszámíthatatlan véletleneken alapul, ugyanarra a következtetésre juthat: mi értelme lenne bármely erőfeszítésnek, ha úgyis a véletlen vagy a szerencse fogja eldönteni a dolgok kimenetelét.
- Sokan egy istenségtől, istentől várják a mindennapi megoldásokat. De tudhatja-e bármelyikünk bizonyosan, hogy cselekedete eléri-e célját, hogy az az istenség, isten úgy fog a dolgok felett dönteni, hogy a szándékunk beteljesül. Ha pedig nem tudhatjuk ezt, van-e még értelme gyakorolni, tanulni, fejlődni, mikor úgyis egy tőlünk független döntés tesz majd pontot a folyamat végére?

Mindezekben az elképzelésekben csupán csak hihetünk – ezért is nevezzük őket hitnek. A karma a hit fogalmától teljesen különböző jelentéssel bír: a bizonyosságon, a tapasztaláson alapul.
Buddha szerint egyetlen bizonyosság van az életünkben, az pedig a karma törvénye. Minden más, a sors, a véletlenek, az eleve elrendelések, az istenségek – csak bizonytalan hitelvek, amelyek nem adhatnak szilárd támpontot az életünkben.

## A dzsainizmusban
A dzsain karmafilozófia tanulmányozója bármely okozatot vissza tud vezetni egy bizonyos karmára. Akik a "Három Ékkő" (helyes hit, helyes tudás, helyes viselkedés) segítségével minden karmát elpusztítanak, elérik a tökéletességet. Istenivé válnak és dzsináknak nevezik őket. Azok a dzsinák, akik minden korban az örök törvényt hirdetik és helyreállítják a rendet, tírthankarák néven ismertek. 
Az egyén legfőbb célja a dzsainizmusban is az, amelyet csak a sok újjászületés során tud elérni, hogy megszabaduljon a rossz karmától és megvalósítsa önmagát, felszabadítva a lelket (dzsíva). Mivel a dzsaina karma a helytelen, főként erőszakos cselekedetek eredménye, el lehet kerülni a karma újabb összetevőit, ha tartózkodunk az efféle cselekedetektől. Az előző életekben szerzett karmát a nijara folyamata teheti semmissé böjtöléssel és önsanyargatással, valamint a helyes cselekvés, a helyes hit és a helyes tudás betartásával. Bár a korai dzsaina szövegek szerint bármely erőszakos cselekedet, még ha akaratlan is, vonzza a karmikus port, a mai dzsainizmus csak akkor tart valamely cselekedetet karmikusan negatívnak, ha gondatlanságból (pramáda) követik el.

## Az antropozófia szerint
A Rudolf Steiner által alapított antropozófia szerint az emberi test az átöröklés törvényeinek, az emberi lélek a maga teremtette sorsának, vagyis a karmának, az emberi szellem, az individuum pedig az újratestesülésnek, más szóval a reinkarnáció-nak van alávetve.

### A karma jelentése az antropozófia szerint
A karma olyan szellemi ok-okozati törvény, melynek minden alá van vetve, ami/aki oka tud lenni valaminek , azután pedig visszahatás is érheti.
Karmáról akkor beszélünk, ha az alábbi kritériumok teljesülnek:
- a hatás (okozat) visszahat az okozóra, azaz az ok ugyanabból indul ki, aki a visszahatásnak is alá van vetve;
- az ok kiváltása és a visszahatás nem ugyanabban az időben történik,
- az ok és okozat közötti összefüggés törvényszerű;
- és az okozó akarata ezt az összefüggést nem befolyásolja.

### Az antropozófia karmatana
A karmának nagyon sok minden alá van vetve. Még az ún. szellemi teremtő lények is.
Az ember esetében létezik egyéni és csoport(os) karma. A csoportos karmán belül létezik néhány vagy több embert együttesen érintő, sőt akár városi lakosságot, népet, sőt egész emberiséget érintő karma is. Egy ember egyszerre többféle karmának is alá van vetve.
Az ember individuuma jelenleg ismétlődő újratestesüléseken megy keresztül, és minden újabb földi életben új testben, új körülmények között, új személyiséget fejleszt ki. Mivel a hatás többnyire egy korábbi földi életben történik, a visszahatás pedig általában valamelyik következőben realizálódik, ezért a visszahatás legtöbbször nem ugyanazt a személyt érinti, aki a hatást kiváltotta. Viszont ugyanazt az individuumot érinti, aki nem csak személyében, hanem nemében is más emberként jelenik meg az egymást követő földi testeiben.
Az ember kizárólag emberi formában reinkarnálódhat, és karmája is mindig csakis emberi sors lehet.
A karma rendkívül bonyolult módon működik, amelyre az antropozófia számos egyedi és általánosabb jellegű példákat is felsorol. Például kicsapongó élet a következő életben fertőzéses betegségekre tesz hajlamosabbá, az irigység gyámoltalansághoz, az egoista vallásosság hipochondriához, a hipochondria korlátolt gondolkodásmódhoz, az áldozatkészség a bőr ruganyosságához vezet stb. Jó néhány ismert és kevésbé ismert személy individuumának karmáját is tárgyalja két egymást követő vagy több egymást követő földi életen át, legalábbis nagy vonalakban, hogy a karma működése ezáltal is érthetőbb és átláthatóbb legyen (például Platón, Franz Schubert, Garibaldi, Ernst Haeckel, Thomas Woodrow Wilson, Karl Marx stb.)
Van olyan karma, ami a múltban kezdődött és most a visszahatás történik (múltból eredő karma), de léteznek olyan mostani cselekedetek is, amelyek még nincsenek a karmának alávetve, de a cselekedet okként szolgál egy jövőbeni karma kialakulásához, vagyis egy visszahatás bekövetkezéséhez (jövőbeli karma). Előfordul tehát, nem is ritkán, hogy két ember korábban nem volt karmikus kapcsolatban, de egy mostani cselekedet következtében új karmikus kapcsolat alakul ki. És természetesen az is előfordul, hogy két ember között a karma működése megszűnik, mert az ok-okozati kapcsolatuk kiegyenlítődött.
Az ember karmának való alávetettsége a lelki, morális fejlődésnek az egyik legfőbb előmozdítója. Különösen az egyéni karma megélése készteti az embert morális fejlődésre.
A karma folyton alakul, de különösen a halál és újabb születés közötti időszakban, illetve az alvás időszakaiban. Az emberi karmában a legaktívabb szerepet az emberhez tudatállapotában legközelebb álló lények játsszák, akik nem élnek fizikai testben. Ezenkívül minden emberhez tartozik egy őrangyal, aki az egyén karmája szerint igyekszik vezetni az ember sorsát.
Az antropozófia szerint földi karmának az a lény van alávetve, aki a földön fejlődni tud, ezért semmiképpen sem a karma elkerülésén kell munkálkodni, hanem a morális, lelki-szellemi fejlődés előmozdításán. Ez persze bizonyos vágyakról való leszokást is jelent, amit a keleti tanok oly nagyon kihangsúlyoznak. Velük ellentétben az antropozófia nem buzdít a földi cselekedetektől való elfordulásra, hanem inkább arra, hogy az ember fejlődjön és bátran tegyen mindent, ami valamilyen értelemben a haladást szolgálja. A földi lét célja ugyanis nem lehet egy későbbi földi lét elkerülésén való munkálkodás, mert ez a fejlődés gátja volna.

### Praktikus karma gyakorlatok
A karma törvényszerűségeinek felismerése nem könnyű, mert nincs két egyforma eset. Az antropozófia mégis lehetségesnek tartja nemcsak a karma törvényeinek, hanem a karma konkrét esetekben történő működésének kiderítését. Léteznek például olyan karma felismerést szolgáló gyakorlatai, amelyek segítségével az ember bizonyos események, életkörülmények, testi állapotok, emberi kapcsolatok stb. karmikus eredetét kiderítheti.

## Előfordulás
A karma tana az évezredek során sok spirituális iskolában fellelhető volt. Az indiai vallások, a taoista bölcsek és a buddhista jógik egyaránt életünk fő vezérlő elvének tartották az ok és okozat viszonyát – hasonlóan a magyar hagyományok őrzőihez, az eredeti magyar hitvilág örököseihez.
Mára a nagy nyilvánosság a karmát (tévesen) a lélekvándorlással veszi szinte egyenlőnek, s bizonyos új tanításokat is már eszerint a nézet szerint alapítottak meg és népszerűsítenek, szerte a világon (karmikus asztrológia, karma jóga, stb.)
Sok esetben emlegetik a divatos tanok a karmát a „karmikus kapcsolat” összefüggésében, miszerint két embernek „karmikus kapcsolata van” egymással. Az így kreált kifejezésnek a karma tanításai szerint nincs értelme: minden kapcsolat „karmikus kapcsolat”, hiszen minden emberi kapcsolat létrejöttében szerepe van az ok és okozat viszonyának.
A magyar nyelvben ősidők óta fellelhető a karma fogalmának a magyarázata, amelyet következő szólásaink és közmondásaink is felemlegetnek: „Ki mint vet, úgy arat”; „Ki-ki a maga szerencséjének a kovácsa”; „Jó tett helyébe, jót várj!”; „Ki mint veti ágyát, úgy alussza álmát”; „Aki másnak vermet ás, maga esik bele”.